# Matar
Matar (η Peg / η Pegasi / Eta Pegasi) è un sistema stellare della costellazione di Pegaso. La sua magnitudine apparente è +2,95 e dista 167 anni luce dal sistema solare.
Il suo nome tradizionale deriva dall'arabo سعد المطر, Al Sa'd al Matar, e significa stella fortunata della pioggia.

## Osservazione
Posta 30° a nord dell'equatore celeste, Matar ha buone possibilità di essere osservata anche nell'emisfero australe, essendo invisibile solo in Antartide. Tuttavia essa apparirà molto bassa all'orizzonte nord nelle regioni meridionali del Sud America, in Sudafrica e in Nuova Zelanda. D'altra parte essa sarà circumpolare, oltre il 70º parallelo, cioè oltre il Circolo polare artico. Essendo di magnitudine +2,95, è individuabile anche dai piccoli e medi centri urbani senza particolari difficoltà.

## Caratteristiche
Matar è una stella multipla; è formata da una coppia stretta composta da una gigante gialla e da una stella bianca di sequenza principale separate fra loro da appena 3 UA. Il periodo orbitale del sistema è di 2,24 anni.
A 90 secondi d'arco dalla coppia principale si trova un'altra coppia di stelle con una magnitudine combinata di +9,5 e tipo spettrale G5. Non è certo che queste siano legate gravitazionalmente alla coppia principale; se lo sono, sono separate da almeno 6000 UA dalla coppia primaria, mentre queste due componenti secondarie sono separate da 13 UA e orbitano una attorno all'altra in 34 anni.